# Cecchignola
Cecchignola är Roms tjugoandra zon och har beteckningen Z. XXII. Zonen är uppkallad efter bäcken Cecchignola, vilken rinner ut i Tibern. Zonen Cecchignola bildades år 1961.

## Arkeologiska lokaler
- Villa della Cecchignola
- Cisterna della Domus rustica 41°48′33″N 12°31′22″Ö / 41.809047°N 12.522686°Ö
- Romersk grav, vid Via del Bel Poggio 41°48′11″N 12°31′02″Ö / 41.803064°N 12.517356°Ö
- Torre Chiesaccio, vid Via del Bel Poggio. Medeltida torn 41°48′11″N 12°31′03″Ö / 41.803034°N 12.517477°Ö
- Tor Pagnotta, vid Via di Tor Pagnotta. Torn från 1200-talet 41°48′33″N 12°31′21″Ö / 41.809223°N 12.522619°Ö

## Kommunikationer
- Närmaste tunnelbanestation är Laurentina